# Шах (часопис)
Часопис Шах излазио је у периоду од 1947. до 1952. године у Београду. Шах, како му и име каже, бавио се питањима која су била у вези са шахом, како на домаћој тако и на страној сцени. Овај часопис издавао је Фискултурни савез Србије, уређивао га Озрен Недељковић, а одговорни уредник био је Ђорђе Лудајић. Излазио је два пута месечно, сваког 10. и 25. дана у месецу. 
Часопис је током година штампало неколико штампарија, међу којима и Графички институт Београд, Просвета, Штампарија ДОЗ-а из Београда.

## Претплата
Претплата је у почетку износила 10 динара за појединачни број, односно 192 динара за целу годину. Међутим, са временом је цена претплате расла и она је већ наредне године износила 240 динара, да би 1949. износила 288 динара за годишњу претплату. Даље, 1951. године цена се подигла на 320 динара за годину дана, или 16 динара по појединачном броју, да би исте године, почевши од бројева 11 и 12, цена појединачног примерка била 25 динара, односно 536 динара годишње. Претплата се могла узети и на три и шест месеци, а постојало је и неколико књижара у Београду где су читаоци могли купити бројеве, које нису набавили на време. 